# リーダーズ・アイ
『リーダーズ・アイ』 (Leaders EYE) は、報道通信社が発行する日本の企業経営者を対象にしたインタビュー専門誌である。中小企業に絞って紹介している。

## 概要
報道通信社が発行していた「報道ニッポン」をリニューアルしてスタートした雑誌で、通常の書籍版と電子書籍版の2形態で発行している。誌面は、時事のニュースを中心とした特集と、都道府県別の企業情報が中心の特集の二本立てで構成されている。地域や取材先に合わせて、有名芸能人をインタビュアーに起用している。
企業や経営者はA4判見開き2ページから4分の1程度で紹介されている。経営者の発言を対談の形で編集して掲載している他、ゲストの感想や、同席者、スタッフなどの紹介、商品案内が掲載されることもある。
掲載は有料（「1枠（A6サイズ）を基本に掲載（制作費）7万円～（税抜）」と表記されている。）であるため、内容的には経営者向けの広告誌と言える。出版社が直接取材対象に交渉する。有料掲載であることはリーダーズ・アイの公式サイトにも明示されていて、出版社側からは特集に合った企業に、事前に電話や書面で取材趣旨の説明と掲載にかかる費用についての事前説明を行い、取材を希望した企業にのみ訪問するようである。
取材依頼は電話が多く、その際にある程度会社の形態や思想を聞いたあと、芸能人の名前を言い、最後に有料であることを告げるという。
こうしたやり方にはインターネットや業界でも批判が多い。

## コーナー
- 企業家の軌跡と未来
- The Intelligence
- 技 - Technical Eye
- 寺社散策
- いい店 いい人 いい出会い

## 発行部数
- 35,000 - 40,000部（公式サイト上の数字による。）

## 電子書籍版
Amazon.co.jpが配信する電子書籍ストアにて配信しており、電子ブックリーダーであるKindle（キンドル）にて購読可能である。電子書籍版は、紙の書籍版よりも価格が低く設定されている。電子書籍版の内容については、紙媒体とほぼ同じである。